# Laura Omloop
Laura Omloop (Lier, 18 maggio 1999) è una cantante belga che ha partecipato al Junior Eurovision Song Contest 2009 dove si classificò quarta, con 113 punti, con la canzone Zo Verliefd (Così Innamorata), appartenente al genere Yodel.
Nel 2010, pubblica il suo primo album completo, Verliefd, dove c'è il brano, di cui hanno fatto il video, Stapelgek op jou (Pazza di te)
Nel 2011 pubblica l'album Wereld vol Kleuren.